# Pekachja

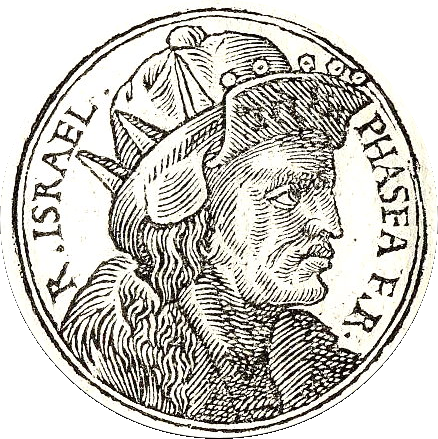
Pekachja aus „Promptuarii Iconum Insigniorum“

Pekachja war König von Israel. Seine Regierungszeit wird auf die Jahre 738–737 v. Chr. (Albright) bzw. 742–740 v. Chr. (Thiele) datiert.

## Etymologie
Der hebräische Personenname פְּקַחְיָה pəqaḥjāh „Pekachja“ ist ein Verbalsatzname, bestehend aus Subjekt und Prädikat. Subjekt (und zugleich theophores Element) ist יָה jāh, deutsch ‚JHWH‘, das Prädikat ist von der Verbwurzel פּקח pqḥ, deutsch ‚öffnen‘ ableitbar. Der Name lässt sich als „JHWH hat geöffnet“ übersetzen. Dies bezieht sich auf die Geburt des Namenträgers: Gott ist derjenige, der den Mutterschoß öffnet. Die Septuaginta gibt den Namen als Φακεϊας Phakeïas wieder, die Vulgata als Phaceia.

## Biblische Erzählung
Pekachja war der Sohn des Menahem, dem er auf den Thron folgte. Der kurze biblische Bericht über seine Herrschaft in 2 Kön 15,23–26  vermerkt lediglich, dass Pekachja „tat, was dem Herrn missfiel“, so dass er bald von Pekach, dem Sohn Remaljas, gestürzt und im Königspalast von Samaria erschlagen worden sei.